# 10 ianuarie
ianuarie • februarie • martie  • aprilie  • mai  • iunie  • iulie  • august  • septembrie  • octombrie  • noiembrie  • decembrie
10 ianuarie este a zecea zi a calendarului gregorian. Mai sunt 355 de zile până la sfârșitul anului (356 de zile în anii bisecți).

## Evenimente

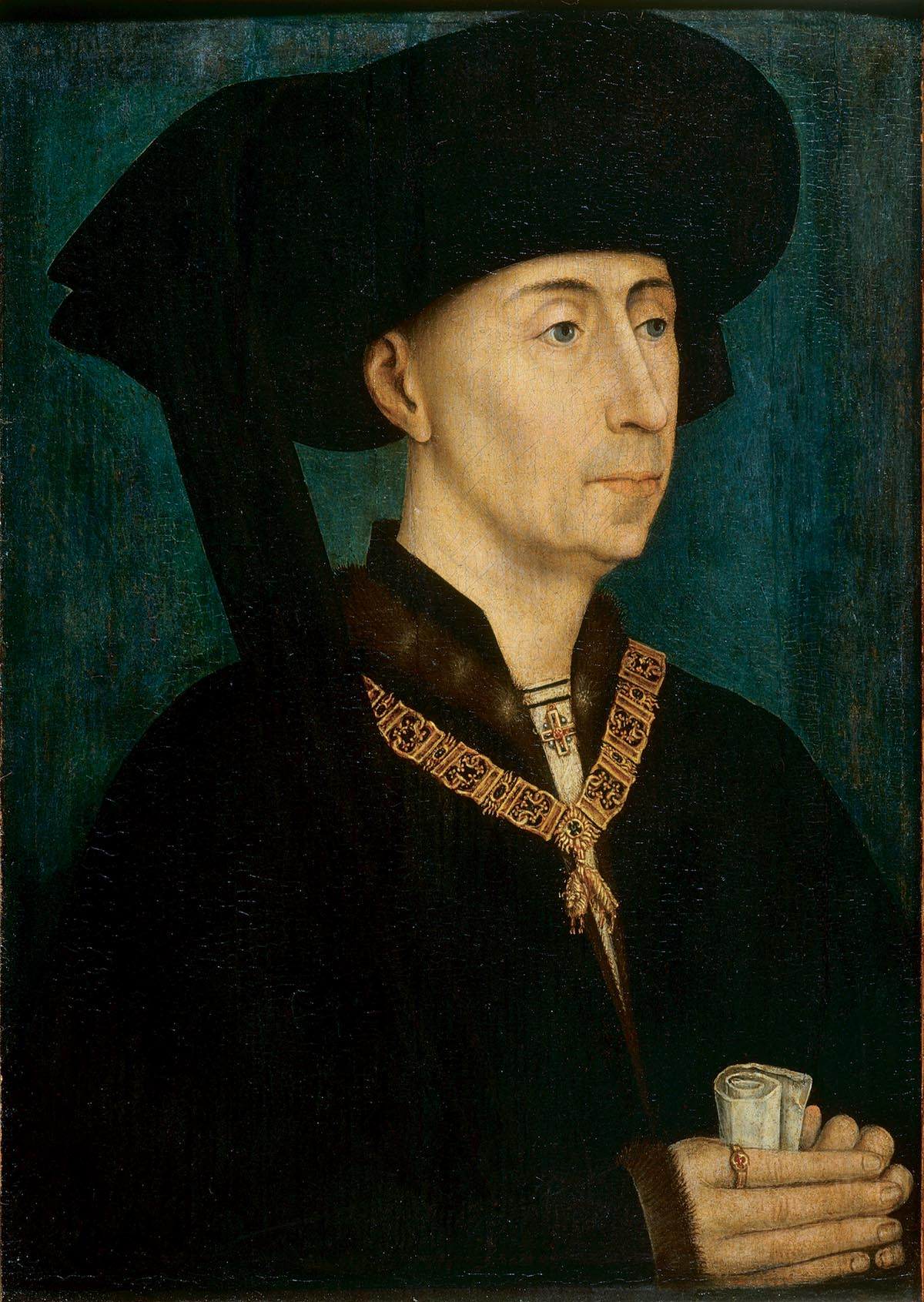
1430: Filip cel Bun, Ducele de Burgundia, înființează Ordinul Lâna de Aur, cel mai prestigios, exclusivist și scump ordin de cavalerism din lume. În imagine Filip ve Bun purtând Ordinul la gât.

1475: Bătălia de la Podul Înalt: Victoria de la Vaslui prin care Ștefan cel Mare, domnul Moldovei, a învins armatele otomane conduse de Suleiman Pașa.

- 49 î.Hr.: Iuliu Cezar traversează Rubiconul, ocupă Roma și alungă pe Pompeius.[1]
- 0236: Papa Fabian îi succede lui Anteriu și devine cel de-al 20-lea papă.[2]
- 1430: Filip cel Bun, Ducele de Burgundia, înființează Ordinul Lâna de Aur, cel mai prestigios, exclusivist și scump ordin de cavalerism din lume.[3]
- 1475: Bătălia de la Podul Înalt: Victoria de la Vaslui prin care Ștefan cel Mare, domnul Moldovei, a zdrobit armatele otomane conduse de Suleiman Pașa.[4]
- 1545: Se tipărește, la Târgoviște, "Molitvelnicul" lui Dimitrie Liubavici și se reia activitatea tipografică în Transilvania.
- 1661: Nicolae Milescu a tradus, din grecește, "Cartea cu multe întrebări".
- 1810: Napoleon Bonaparte divorțează de prima lui soție Joséphine.
- 1839: Gheorghe Asachi publică la Iași, în tipografia Albinei Românești, lucrarea "Atlas românesc geografic", format din 8 hărți, primul de acest gen în literatura de specialitate.
- 1863: Metropolitan Railway, cea mai veche cale ferată subterană din lume, se deschide între Paddington și Farringdon, marcând începutul metroului londonez.[5]
- 1880: Gruparea liberală în frunte cu Gheorghe Vernescu ("liberalii sinceri"), de orientare politică conservatoare, părăsește Partidul Liberal, constituindu-se ca grupare politică de sine stătătoare în Partidul Liberalilor Sinceri.
- 1920: Tratatul de la Versailles intră în vigoare, punând capăt oficial Primului Război Mondial.
- 1920: Liga Națiunilor ia naștere în mod oficial, odată cu intrarea în vigoare a Convenției Ligii Națiunilor, ratificată de 42 de state în 1919.
- 1946: Are loc prima Adunare Generală a ONU, la Central Hall Westminster, Londra. Participă toți reprezentanții celor 51 de națiuni, membre cu drepturi depline ale ONU.
- 1949: Au fost lansate discurile de vinilin de către CBC (45 rpm) și Columbia (33,3 rpm).
- 1949: În Japonia, este stabilită legal ziua de muncă de 8 ore.
- 1966: A avut loc premiera filmului "Duminica la ora 6", în regia lui Lucian Pintilie, care a câștigat Premiul special al juriului la Festivalul de la Mar del Plata.
- 1966: Semnarea, în Tașkent, a "Declarației privind reglementarea conflictului indo-pakistanez".
- 1984: Statele Unite și Sfântul Scaun (Orașul Vatican) restabilesc relațiile diplomatice depline după aproape 117 ani, anulând interdicția Congresului Statelor Unite din 1867 privind finanțarea publică pentru un astfel de trimis diplomatic.
- 1995: Prin rezoluția nr. 48/126, Adunarea Generala a Națiunilor Unite a proclamat anul 1995 drept Anul internațional al toleranței.
- 1997: Miron Cozma, liderului minerilor din Valea Jiului, a fost arestat pentru mineriada din septembrie 1991. El a fost acuzat și trimis în judecată pentru subminarea puterii de stat, infracțiuni la legea siguranței pe calea ferata și pentru port ilegal de armă.
- 2005: A intrat in vigoare, în Italia, legea ce interzice fumatul în public.
- 2005: Coreea de Nord a declarat că posedă arme nucleare.
- 2019: La Ateneul Român a avut loc ceremonia oficială de lansare a președinției române a Consiliului Uniunii Europene, prin vizita președintelui Consiliului European Donald Tusk, președintelui Comisiei Europene, Jean-Claude Juncker, și a Colegiului comisarilor. Discursul în limba română ținut de Donald Tusk a impresionat mai multă lume.[6][7][8]

## Nașteri
- 1480: Margareta de Austria, Ducesă de Savoia, Prințesă de Asturia (d. 1530)
- 1493: Nicolaus Olahus, umanist și istoric de origine română, arhiepiscop de Esztergom și guvernator al Ungariei (d. 1568)
- 1748: Antonio Carnicero, pictor spaniol (d. 1814)
- 1769: Michel Ney, general și mareșal francez (d. 1815)
- 1799: Petrache Poenaru, revoluționar pașoptist, unul dintre organizatorii învățământului național (d. 1875)
- 1819: Pierre Édouard Frère, pictor francez (d. 1886)
- 1821: Caroline Charlotte Mariane de Mecklenburg-Strelitz, Prințesă Moștenitoare a Danemarcei (d. 1876)
- 1853: John Martin Schaeberle, astronom german și american (d. 1924)
- 1864: Marele Duce Petru Nicolaevici al Rusiei (d. 1931)

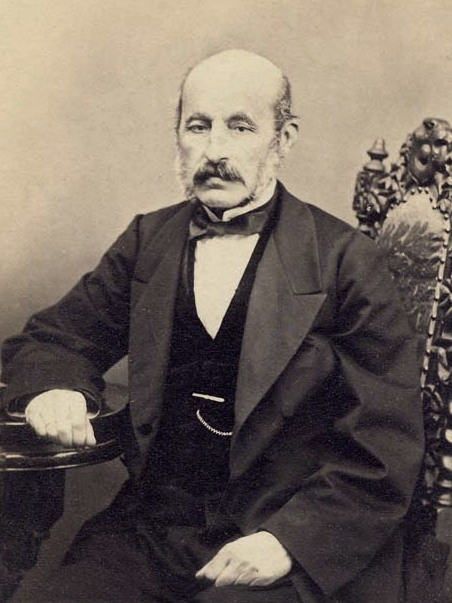
Petrache Poenaru, revoluționar pașoptist
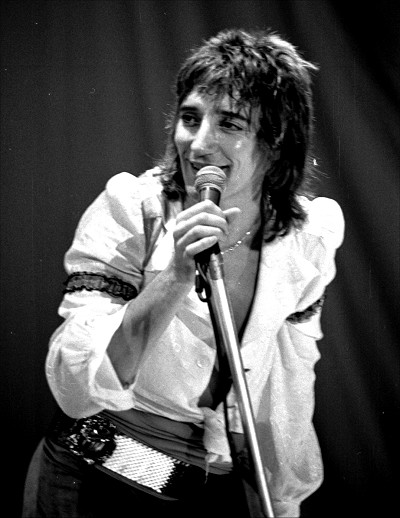
Rod Stewart, cântăreț britanic
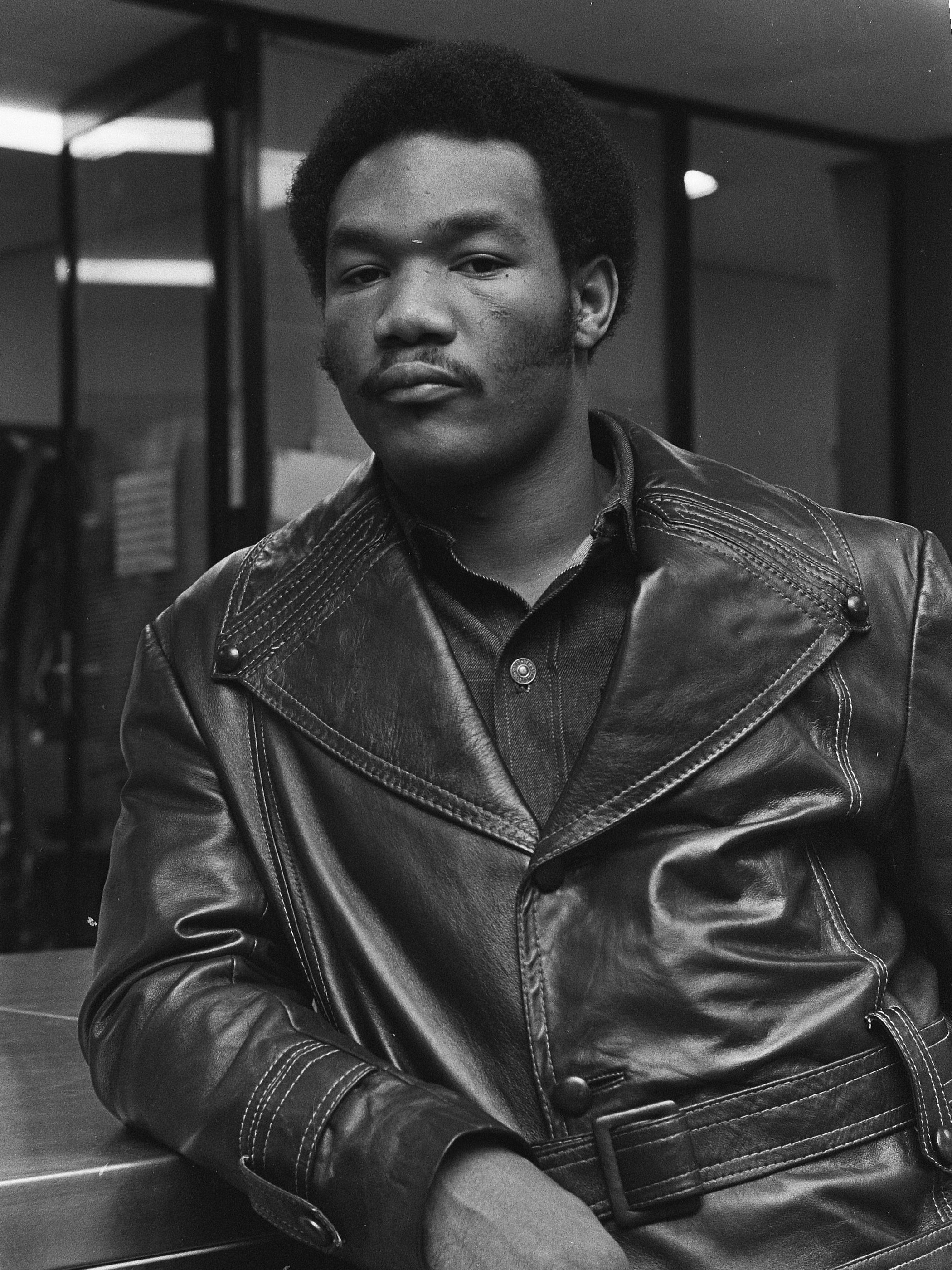
George Foreman, boxer american

- 1869: Valeriu Braniște, publicist și om politic, membru de onoare al Academiei Române (d. 1928)
- 1883: Alexei Tolstoi, prozator și dramaturg rus (d. 1945)
- 1883: Maria Henrietta de Austria (d. 1956)
- 1896: Alexandru Busuioceanu, eseist, poet și traducător român (d. 1961)
- 1906: Grigore Moisil, matematician român (d. 1973)
- 1932: Aurel Vainer, politician român de etnie evreiască
- 1936: Robert Wilson, fizician american, laureat al Premiului Nobel
- 1942: Walter Hill, regizor, scenarist și producător de film american
- 1943: Petre Străchinaru, politician român
- 1945: Rod Stewart, cântăreț britanic
- 1949: George Foreman, boxer american (d. 2025)
- 1951: Dan Damaschin, poet român
- 1956: Zoia Alecu, cântăreață română
- 1960: Ioana Pârvulescu, critic literar român
- 1979: Anna Lesko, cântăreață din România
- 1998: Stefano Oldani, ciclist italian
- 2007: Maléna, cântăreață armeană, câștigătoare al Concursului Muzical Eurovision Junior 2021

## Decese
- 0681: Papa Agaton
- 1276: Papa Grigore al X-lea
- 1520: Jo Gwang-jo, învățat neo-confucianist coreean (n. 1482)
- 1683: Louis César, Conte de Vexin, fiu nelegitim al regelui Ludovic al XIV-lea al Franței  (n. 1672)
- 1778: Carl Linnaeus, botanist suedez (n. 1707)
- 1822: Bathilde d'Orléans, Ducesă de Bourbon (n. 1750)
- 1824: Victor Emmanuel I al Sardiniei (n. 1759)

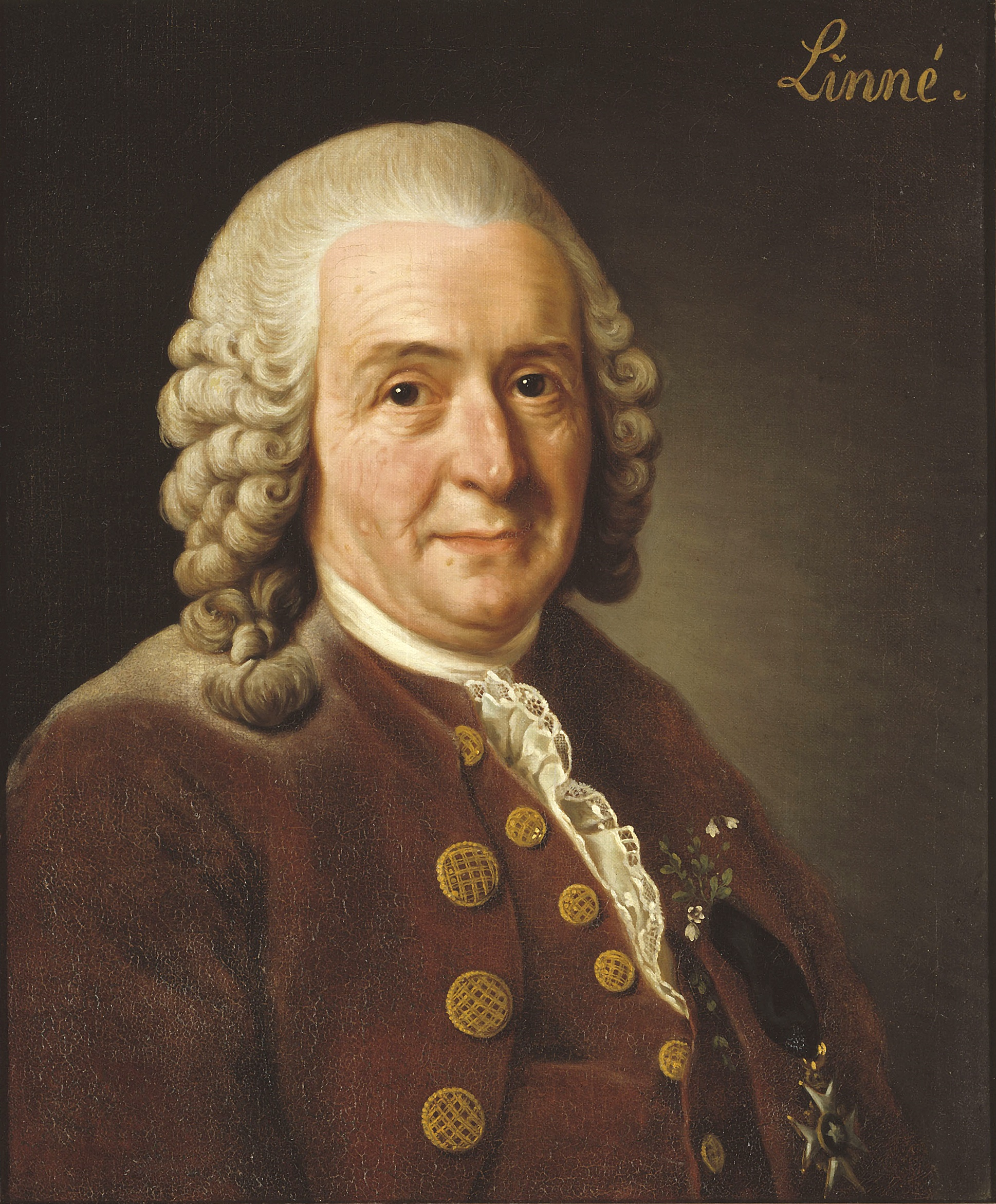
Carl Linnaeus, botanist suedez
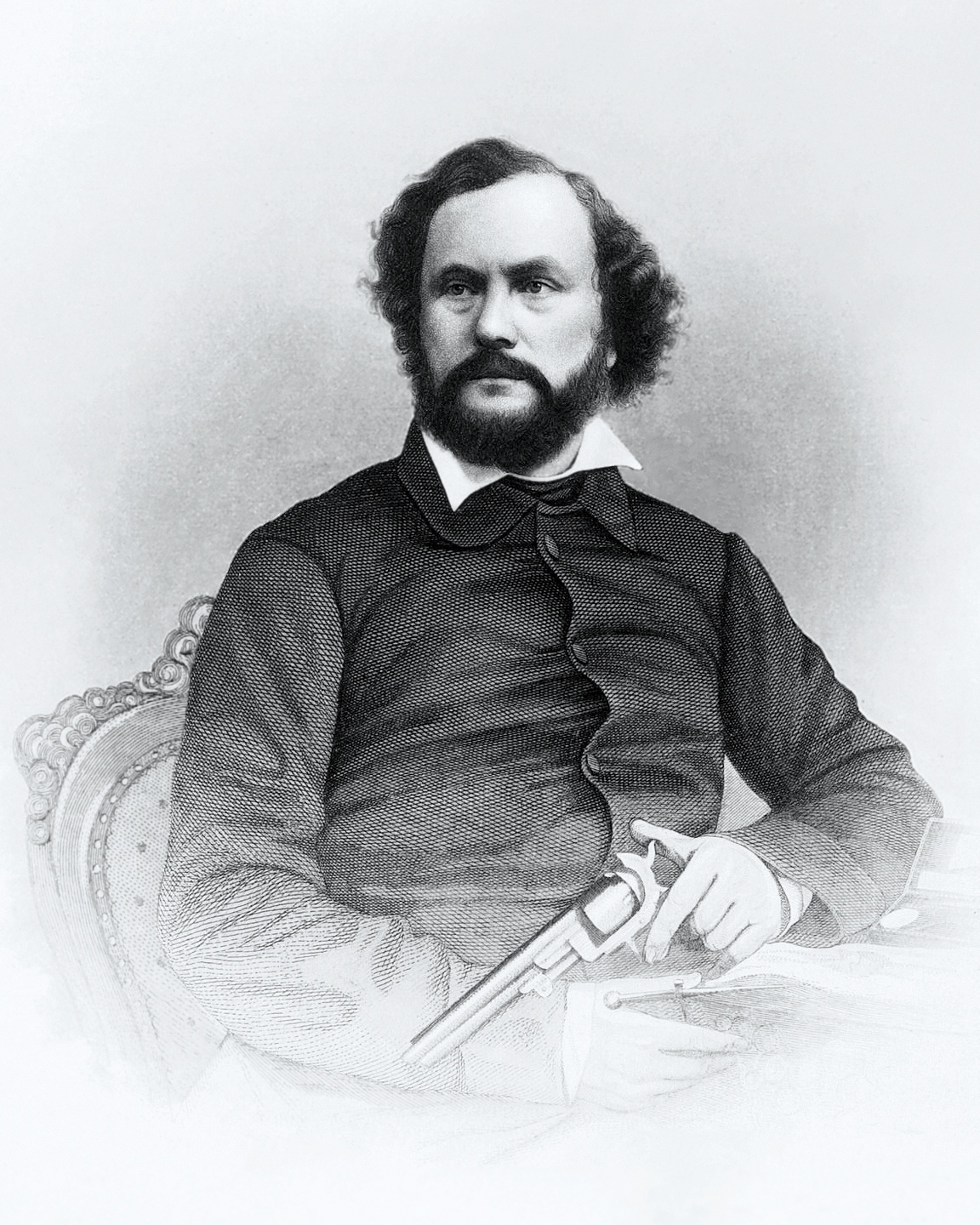
Samuel Colt, inventator american
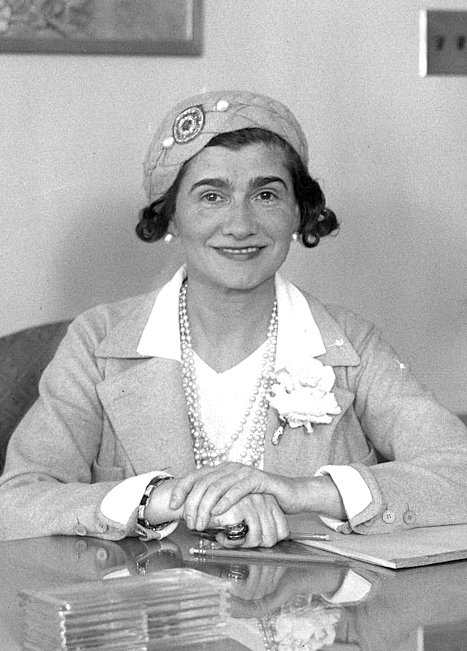
Coco Chanel, creatoare franceză de modă

- 1840: Prințesa Elisabeta a Regatului Unit, a treia fiică a regelui George al III-lea al Regatului Unit (n. 1770)
- 1862: Samuel Colt, inventator american, constructor al revolverului care îi poartă numele (n. 1814)
- 1888: Jacques Amans, pictor francez (n. 1801)
- 1910: Frederik Vermehren, pictor danez (n. 1823)
- 1947: André Savignon, scriitor francez, câștigător al Premiului Goncourt în 1912 (n. 1878)
- 1951: Sinclair Lewis scriitor american, laureat al Premiului Nobel pentru Literatură (n. 1885)
- 1957: Gabriela Mistral, poetă chiliană, laureată a Premiului Nobel pentru Literatură (n. 1889)
- 1971: Coco Chanel, celebră creatoare franceză de modă (n. 1883)
- 1980: Petru Caraman, filolog român (n. 1898)
- 1989: Cristea Avram, actor român
- 1997: Lordul Alexander Todd, chimist suedez, laureat al Premiului Nobel pentru Chimie (n. 1907)
- 2005: Prințesa Joséphine-Charlotte a Belgiei, soția lui Jean, Mare Duce de Luxembourg (n. 1927)
- 2007: Carlo Ponti, producător cinematografic, soțul Sofiei Loren (n. 1912)
- 2016: Teofil Codreanu, fotbalist român (n. 1941)
- 2016: David Bowie, cântăreț, compozitor, producător și inginer audio englez (n. 1947)
- 2017: Roman Herzog, jurist și politician german, președinte al Germaniei (n. 1934)
- 2020: Qaboos bin Said Al Said, Sultanul Omanului (1970-2020), (n. 1940)
- 2021: Constantin Rezachevici, istoric român (n. 1943)
- 2022: Margherita, Arhiducesa de Austria-Este, arhiducesă italiană (n. 1930)
- 2022: Jeff Beck, chitarist rock englez (n. 1944)
- 2023: Regele Constantin al II-lea al Greciei (n. 1940)

## Sărbători
- Sf. Ier. Grigorie, episcopul Nyssei (calendar creștin-ortodox; calendar greco-catolic)
- Sf. Ier. Dometian, episcopul Meletinei (calendar creștin-ortodox; calendar greco-catolic)
- Sf. Cuv. Antipa de la Calapodești (calendar creștin-ortodox)
- Sf. Marcian (calendar greco-catolic)
- Sf. Grigore de Nyssa (calendar romano-catolic)
- Papa Agaton (calendar romano-catolic)
- Sf. Pavel Tebeul (calendar catolic)

- Benin: Sărbătoarea Vaudou